# 林鸿年

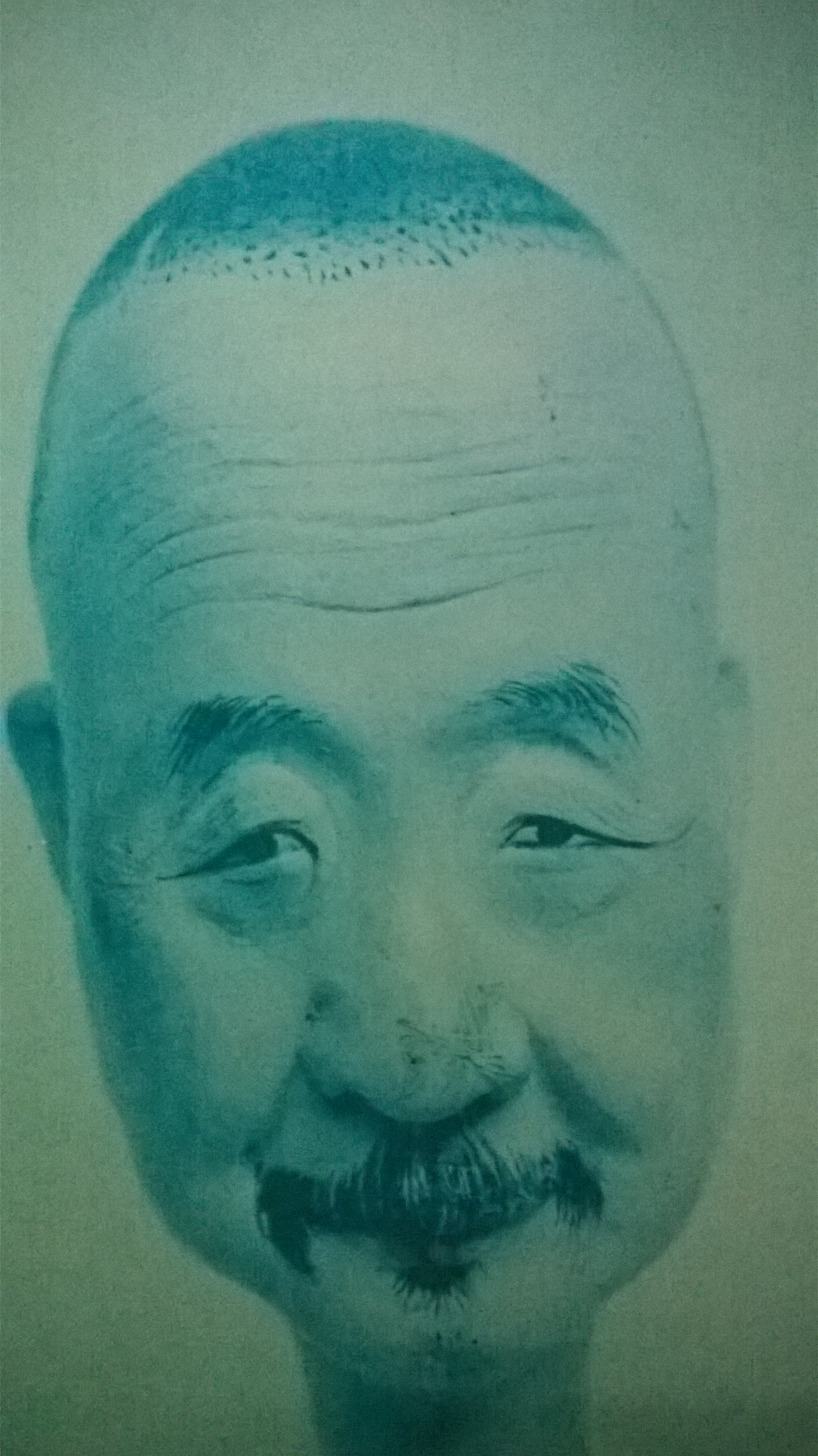
林鴻年

林鴻年（1805年—1885年），字勿村，福建省福州府侯官县（今福州鼓楼区）人，清朝文状元、政治人物。

## 生平
林鴻年生於嘉慶十年（1805年），道光十六年（1836年）中丙申恩科會試一甲第一名（状元），是福建省在清朝年间的第一位状元。道光十八年（1838年）被任命為琉球册封正使，與副使高人鑑一同出使琉球，代表清廷谕祭去世的國王尚灝、册封王世子尚育為琉球國中山王。在琉球160天内表现颇为清廉。归国后著有《使琉球录》（今失傳），另與副使高人鑑共著《福建往返琉球針路》。
道光二十年（1840年），出任山東鄉試副主考官，后任国史馆协修、文渊阁校理、方略馆纂修等官职。道光二十六年（1846年），因为察考一等，就任广东琼州府知府。道光二十九年（1849年），轉護雷瓊道。咸丰九年（1859年）任云南临安府知府。同治二年（1863年），升任云南按察使，旋补云南布政使；同治三年（1864年）任云南巡抚，并参与剿灭太平天国的军事行动。同治五年（1866年）被以“畏寇逗留”的罪名革职。不久虽经甄别复官，但他婉言谢绝，辞官归里。同年，闽浙总督左宗棠在福州城内创办正谊书院，林鸿年出任该书院第一任山长。这个书院现被追认为福州一中的前身。此外，林鸿年还曾参与道光《福建通志》的审阅和校订，并为之作序。
光绪八年（1882年）被特赏三品卿衔。光緒十一年（1885年）去世，有《松风山馆诗抄》传世。